# 낙서면
낙서면(洛西面)은 대한민국 경상남도 의령군의 면이다. 의령군에서 동북쪽으로 30.7 km 떨어진 곳에 위치하며 합천군 청덕면과 경계를 접하고 있다. 낙동강변의 비옥한 토지로 단옥수수와 단감이 유명하여 전국에서 각광 받고 있다.

## 연혁
남북국 시대에는 신이현에 속했던 지역으로서 제35대 경덕왕 때 의상현(宜桑縣)으로 개명하였고 강양군(江陽郡 :지금의 합천군)의 속현이었다. 낙동강의 서쪽 지역이라서 낙서란 지명을 썼다고 하는데 고려 공민왕(1389 ~ 1392년)에 의령현에 편입된 이후 전혀 변동이 없었다. 1895년 고종 32년 합천군에 있다가 1914년 의령군에 편입되어 현재에 이르렀다.

## 행정 구역
- 내제리
- 아근리
- 전화리
- 정곡리
- 율산리
- 여의리

## 교육
- 낙서초등학교
  - 정동분교장 (폐교) : 現 낙서초등학교 위치 (정곡리)

## 문화재
- 의령 정곡리 변형규공 시혜비각